# Lygodactylus pictus
Lygodactylus pictus es una especie de gecko del género Lygodactylus, familia Gekkonidae. Fue descrita científicamente por Peters en 1883.
Se distribuye por Madagascar. Los ejemplares de esta especie son activos durante el día y habitan en troncos y ramas de eucaliptos (Eucalyptus), también sobre hojas. Se han encontrado huevos en las cortezas de los árboles.